# ソウ (映画)
『ソウ』（Saw）は2004年のアメリカのホラー映画。監督は長編映画デビューとなるジェームズ・ワン、脚本はワンとリー・ワネル。映画「ソウ」シリーズの第1作目であり、ワネル、ケイリー・エルウィス、ダニー・グローヴァー、モニカ・ポッター、マイケル・エマーソン、ケン・レオン、トビン・ベルらが出演している。この作品では、生き延びるために肉体的な苦痛を与える「ゲーム」で犠牲者の生きる力を試す「ジグソウ・キラー」の謎を軸に、非線形の物語が展開される。
2004年1月19日に初上映された後、2004年10月29日にライオンズゲート・フィルムズから北米で公開された。批評家からは賛否両論の評価を受けたが、120万ドルという低予算に関わらず、全世界で1億ドル以上の興行収入を記録し、当時、『スクリーム』（1996年）以来、最も収益性の高いホラー映画のひとつとなった。2014年10月31日には、10周年を記念して一部の劇場で再公開された。『ソウ2』と題した最初の続編が2005年に公開された。

## ストーリー
アダムは水の張られた浴槽の中にいた。栓が抜けて水が抜けていくのと同時に目覚めたアダムは、自身が酷く老朽化した広いバスルームにいることに気づく。アダムの片足は鎖で繋がれ、部屋の対角線には同じように鎖で繋がれた男、ゴードンがいた。そして部屋の中央には拳銃自殺の遺体が倒れていた。鎖はとても外れそうになく、出入り口は硬く閉ざされていた。まったく状況を飲み込めなかったが、アダムは自身のポケットにカセットテープが入っているのに気づく。ゴードンのポケットにはカセットテープと、未使用の銃弾一つと、何かの鍵があった。鍵をそれぞれの鎖に付いている錠に合わせたが開かなかった。自殺死体が握るテープレコーダーで、ふたりはそれぞれのテープを再生する。内容はそれぞれへ宛てたメッセージでゲームをしようと囁くのだった。アダムは「この場で死ぬか、逃げ出すか試す」、ゴードンは「時計が6時を回るまでにアダムを殺せ、そうでなければ彼の妻と子が死ぬ」というものだった。さらにゴードンの方には「Xに宝が隠されている」「ハートに従え」という内容が付与されていた。アダムのそばのトイレタンクにハートのマークがあり、中には糸鋸が2つ入っていた。2人は糸鋸で鎖を切断しようと試みるが、とても不可能であった。
この常軌を逸した状況に、ゴードンは犯人の正体を思い立つ。それは近頃世間を騒がせる、通称ジグソウと呼ばれる人物である。ジグソウは自殺未遂者、放火魔、薬物中毒者など人命を軽んじる人間を拉致し、彼らに命を懸けたゲームを仕掛け、それを最前線で観賞するのだった。5か月前、ゴードンは自身の所持品がジグソウの犯行現場に残されていたために容疑をかけられていた。その時間愛人と密会していたことからアリバイが成立し容疑は晴れた。この経験から、ゴードンは今回の事件もジグソウの仕業であると推測する。2人の様子は、ガラスの反対側に設置されたビデオカメラで常に監視されていた。
一応ジグソウ容疑は晴れたゴードンだが、ジグソウを追うタップ刑事は疑いを晴らさず、ゴードンを犯人と睨んで捜査に熱中していた。その結果、かつての犯罪現場に残されたジグソウのビデオ内容からジグソウのアジトを突き止め、相棒のシン刑事と共に踏み込み、ジグソウを捕らえる寸前にまで至る。ところがジグソウの反撃に遭い、タップは首を斬られ、シンはジグソウの逃走経路に仕掛けられた罠に嵌められ絶命した。一命をとりとめたタップは辞職して独自に捜査を続け、ゴードンの自宅を監視していた。
妻子の身を案じるゴードンは、ポケットの財布に収めていた2人の写真を眺める。彼からそれを見せてもらったアダムは、財布の中に2人が縛られた写真と「目を閉じた方が見えることもある」というゴードンへのメッセージを確認する。ゴードンを動揺させないため、アダムは写真を抜き取って返した。ゴードンの妻アリソンと、娘のダイアナ。2人は自宅に監禁され、リビングではモニターを通してアダムとゴードンの様子を監視する男がいた。それはゴードンが勤める病院の雑役係ゼップであった。
一方、写真のメッセージを元に、アダムはゴードンへ照明を落とすよう促す。するとゴードンのそばの壁に夜光塗料で書かれた「X」が浮かび上がった。壁の中からは鍵のかかった小箱が発見された。ゴードンのポケットにあった鍵はこれのものだった。小箱には着信専用の携帯電話と、2本の煙草と、ゴードンへのメッセージがあった。メッセージには、タバコを自殺死体の血につければたちまち毒性になり、吸った人間を殺せるとあった。最初のメッセージで、自殺した男は体を遅効性の毒に犯され自殺するしか道がなかったのだと語られていた。ゴードンになぜ灯りを消せと提案したか詰め寄られたアダムは、観念して写真を見せる。動揺するゴードンだが、あくまで冷静を保ちアダムへジグソウを騙す策を持ちかけ、アダムには血を付けていない別の煙草を吸わせ、毒で死んだかのように演技させた。提案通り死を演じるアダムだが、突如鎖から電流が走り、死の偽装を暴かれてしまう。
打つ手なしに陥ったところ、ゴードンの携帯電話に着信が入る。相手はゼップに促されたアリソンで、「アダムは以前からゴードンのことを知っていた。彼を信じてはいけない」と告げる。アダムは他人のスキャンダルを盗撮するカメラマンで、ここ連日ずっとゴードンをつけ回し写真を撮っていた。撮影を依頼したのはボブと名乗る男性だったが、容姿の特徴から、ゴードンは彼がタップであると看破する。さらにアダムから自身が撮影したゴードンの写真を見せられる。ノコギリが収められていた袋に一緒に入っていたものだった。その写真の中には、ゴードンの自宅の窓から外を警戒するゼップの姿もあった。そのとき、時計が丁度6時を指した。
6時になり、ゼップはアリソンとダイアナを射殺しにかかる。ところがアリソンは密かに拘束の縄を解いており、油断したゼップに逆襲する。その騒動に気づいたタップもまたゴードン宅へ侵入し、ゼップと撃ち合いになる。その騒動の中、2人は辛くも死を免れる。ゼップはタップに追われながらも、アダムらがいる施設を目指す。そして地下通路の中で追いついたタップと揉み合いになるも、タップを射殺する。
一方、妻子の無事を知らないゴードンはタイムアップの状況に半狂乱になり、糸鋸で自身の足首を切断し、死体の持っていた拳銃に弾丸を込めてアダムを撃った。その直後ゼップがバスルームへやってくるが、制限時間を超過したため「これがルールだ」と言いゴードンを射殺しようとする。しかし、死亡したと思われていたアダムが背後からゼップに襲いかかる。ゼップはアダムに組み伏せられ、トイレタンクの蓋で撲殺される。
鎖から解放されたゴードンが助けを呼びに外へ出た後、アダムはゼップの所持品を探る。すると彼のポケットからテープレコーダーが見つかった。内容は「ゼップには遅効性の毒が打たれており、解毒剤を手に入れるためにはアダムとゴードンの様子を監視し、時間が来たらアリソンとダイアナを殺せ」というものであった。ゲームの犯人かと思われたゼップもまたジグソウにゲームを強要されたプレイヤーの1人だった。
愕然とするアダムだが、今度は部屋の中央の死体が突如として起き上がるのを目撃する。自殺死体だと思われた男こそ、「ジグソウ」本人であった。ジグソウはジョンという老人で、ゴードンに末期の脳腫瘍がんで死ぬと宣告された患者だった。「ゲームを最前線で観賞する」趣向から、ジグソウはずっと部屋の中にいたのだった。アダムはゼップの銃でジグソウを撃とうとするが、リモコン操作によって鎖へ電流を流され身動きが取れなくなってしまう。「鎖の鍵はバスタブの中だ」というジグソウの言葉を聞くが、アダムは自分が目覚めた時点で鍵は水とともに流れてしまい、脱出の可能性がほぼ絶たれていたことに気づく。ジグソウは部屋の照明を落とし、「ゲームオーバー」という言葉を残した後、出入口を閉ざした。ひとり暗闇に残されたアダムは慟哭した。

## キャスト

### ゲーム参加者
ローレンス・ゴードン
演 - ケイリー・エルウィス、日本語吹替 - 大塚芳忠
老朽化したバスルームに監禁された外科医。少ない手がかりを元に脱出の方法を模索する。
アダム・フォークナー
演 - リー・ワネル、日本語吹替 - 平田広明
老朽化したバスルームに監禁された若者。無理やりゲームに参加させられ最初はパニックになる。

### 警察
デイビッド・タップ
演 - ダニー・グローヴァー、日本語吹替 - 池田勝
猟奇殺人鬼「ジグソウ」を追う黒人の元刑事。ゴードンをジグソウと疑い、刑事を辞めた後も独自に捜査を続けている。
スティーブン・シン
演 - ケン・レオン、日本語吹替 - 上田陽司
タップ、ケリーとともにジグソウを追う若い刑事。タップの私生活も心配する程の仲。タップと共にジグソウを追い詰めるが、トラップにより死亡する。
アリソン･ケリー
演 - ディナ・メイヤー、日本語吹替 - 富本牧子
タップ、シンとともにジグソウ事件を調査する女性刑事。

### その他の関係者
アリソン・ゴードン
演 - モニカ・ポッター、日本語吹替 - 安藤麻吹
ローレンスの妻。旦那と家庭内でしばしばもめている。
ダイアナ・ゴードン
演 - マッケンジー・ヴェガ、日本語吹替 - 久野美咲
ローレンスの娘。彼に溺愛されている。
ゼップ・ヒンドル
演 - マイケル・エマーソン、日本語吹替 - 牛山茂
ローレンスが勤める病院の雑役係。病院の患者。
アマンダ・ヤング
演 - ショウニー・スミス、日本語吹替 - 藤貴子
数件にわたるジグソウ事件で唯一生き残った薬物中毒の女性。逆トラバサミヘッドギアのゲームから生き延びた。タップ達にゲームの事を話す。
ジェフ・ライデンアワー
演 - ネッド・ベラミー、日本語吹替 - 丸山壮史
ジグソウにとらわれていた男性。『ソウ3』以降に登場するジェフ・レインハートとは別人。
ポール・Leahy
演 - マイク・バターズ、日本語吹替 - 中村浩太郎
ジグソウによる別のゲーム参加者。自傷癖のある中年男性。
マーク・ウィリソン
演 - ポール・ガトレクト、日本語吹替 - 武藤正史
ジグソウによる別のゲーム参加者。放火魔・盗癖。
カーラ
演 - アレクサンダー・チュン、日本語吹替 - 木下紗華
ローレンスの不倫相手。
ブレット
演 - ベニート・マルティネス、日本語吹替 - 田原アルノ
ローレンスの弁護士、友人。
ジョン・クレイマー
演 - トビン・ベル、日本語吹替 - 石田太郎
ローレンスが勤める病院の患者。ローレンスに癌の診断を下される。

## 製作
プロデューサーのマーク・バーグは、それまで『ジョンQ -最後の決断-』のような大作映画に関わっていた。しかし、『ジョンQ』公開時に最初に受け取った収支報告書を見ると、全世界で1億ドル（約90億円）を稼いでいたにもかかわらず、マークがその時点で2,200万ドル（約20億円）を配給会社に借金していることになっていた。衝撃を受けたマークは全てを自分でコントロールできる小規模な映画の制作に向かうようになり、それが本作の製作につながってゆく。